# Vila Olímpica de Pequim
A Vila olímpica de Pequim é um complexo de edifícios localizado no Olympic Green, principal praça esportiva dos Jogos Olímpicos de Verão de 2008. Foi aberta em 26 de julho de 2008. Hospedaram-se na vila competidores, treinadores, oficiais e membros do COI. O mesmo local foi utilizado como "vila paraolímpica" nos Jogos Paraolímpicos de Verão de 2008.

## Números
- Área total: 66 hectares
- Hóspedes: 16.800
- Prédios: 42 (22 com seis andares e 20 com nove andares)
- Lojas: 9